# Padamulya (Pasirwangi)
Padamulya is een bestuurslaag in het regentschap Garut van de provincie West-Java, Indonesië. Padamulya telt 3481 inwoners (volkstelling 2010).